# Werner W. Wallroth
Werner W. Wallroth (ur. 28 lutego 1930 w Erfurcie, zm. 9 sierpnia 2011 w Poczdamie) – niemiecki reżyser filmowy i scenarzysta. Na przestrzeni lat 1961–1991 wyreżyserował 16 filmów. Jego film Zille und ick z 1983 roku rywalizował na 13. Międzynarodowym Festiwalu Filmowym w Moskwie.

## Wybrana filmografia
- Zille und ick (1983)